# Жан д’Альбре, сир д’Орваль
Жан д’Альбре (фр. Jean d'Albret, sire d'Orval; ум. 10 мая 1524 в Лангре) — сир д’Орваль, барон де Леспарр, сеньор де Шатомейлан, граф Ретеля (с 1491 по правам жены), граф Дрё — французский феодал и государственный деятель, губернатор Шампани и Бри.
Родился 1460/1463. Сын Арно Аманьё д’Альбре, сира д’Орваль (ум. 1463), и его жены Изабеллы де Ла Тур д’Овернь (ум. 1488). Внук Карла II д’Альбре.
В 1486 г. (15 апреля) женился на Шарлотте Бургундской (1472—1500), графине Ретеля с 1491.

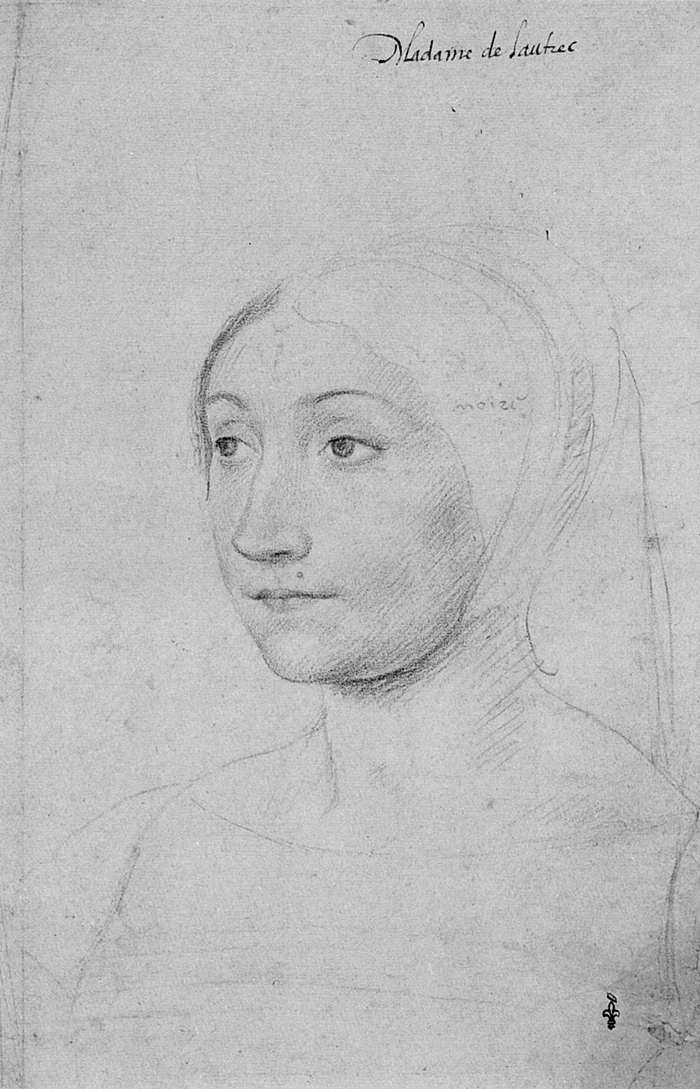
Шарлотта, дочь Жана д’Альбре

Королевский лейтенант в Шампани с 17 февраля 1487 г. Назначен губернатором Шампани, Бри, Санса и Лангра 20 февраля 1488 года. Занимал этот пост до своей смерти.
В браке с Шарлоттой Бургундской родились 3 дочери:
- Мария (1491—1549), графиня Ретеля (1500—1525)
- Елена (1495—1519)
- Шарлотта, дама д’Иль, с 1525 графиня Ретеля, жена Оде де Фуа.

Также у Жана д’Альбре было двое внебрачных детей:
- Жак д’Альбре, епископ Невера
- Франсуаза, аббатиса в Шарантоне.